# ۱۸ ارابه‌ران
۱۸ ارابه‌ران یک ستاره است که در صورت فلکی ارابه‌ران قرار دارد.